# Consumatori Uniti
Consumatori Uniti (Vereinte Verbraucher) sind eine Kleinpartei in Italien, die zum Schutz der Verbraucher gegründet wurde.
Ihr Wahlsymbol zeigt drei Flaggen mit den Abbildungen eines Wasserhahns, drei Gasflammen, einem Telefon und einem Stromkabel.
Zur Parlamentswahl 2006 treten sie auf einer gemeinsamen Liste mit den Grünen und der PdCI an.